# Зальская змея
Зальская змея или Зальский змей (осет. Залиаг калм) — в осетинской мифологии и нартском эпосе мифологическое существо, которое изображается в виде трёхголового змея-дракона. 

## Мифология
Согласно осетинским поверьям, зальская змея живёт в своём логове и вылезает из него во время грозы. Она преграждает людям путь к источнику, требуя взамен принесения в жертву красивой девушки. Вскоре после требований зальской змеи появляется герой, который убивает дракона, что вызывает восхищение у местных жителей. Как правило, герой потом женится на спасённой девушке. 
Когда небесный кузнец Курдалагон закаливал Батрадза, то он использовал уголь из сожжённых зальских змей, которых убил Батрадз.
В народных осетинских сказках присутствует подобный персонаж под названием Кафкундар (осет. Кæфхъуындар).

## Источник
- А. Б. Дзадзиев и др. Этнография и мифология осетин, Владикавказ, 1994 г., стр. 58, ISBN 5-7534-0537-1